# 대임지구
대임지구는 경상북도 경산시에 개발 예정인 개발 사업 단지다.